# Santa Rosa (Mendoza)
Santa Rosa es una localidad y distrito, cabecera del departamento Santa Rosa en la provincia de Mendoza, Argentina.

## Geografía
El Departamento está comprendido en la denominada Gran Llanura de la Travesía, una amplia cuenca de sedimentación terciaria y cuaternaria de sedimentos fluviales. La llanura se presenta en una superficie plana, con leve inclinación hacia el este, y también hay numerosos médanos, en especial en la franja oriental del departamento. La flora está representada en su mayoría por algarrobo dulce, zampa, jarilla, entre otros.

### Clima
Su clima es semiárido, con tendencia a cálido en la mayor parte del territorio, y con tendencia a fresco en el extremo sur. El Río Tunuyán, es el principal del departamento que lo atraviesa de noreste a sudoeste, con ocasionales caudales apreciables en verano, bajo la influencia de lluvias.

### Sismicidad
La sismicidad del área de Cuyo (centro oeste de Argentina) es frecuente y de intensidad baja, y un silencio sísmico de terremotos medios a graves cada 20 años.
Sismo de 1861aunque dicha actividad geológica catastrófica, ocurre desde épocas prehistóricas, el terremoto del 20 de marzo de 1861 (164 años) señaló un hito importante dentro de la historia de eventos sísmicos argentinos ya que fue el más fuerte registrado y documentado en el país. A partir del mismo la política de los sucesivos gobiernos mendocinos y municipales han ido extremando cuidados y restringiendo los códigos de construcción. Y con el terremoto de San Juan de 1944 del 15 de enero de 1944 (81 años) el gobierno sanjuanino tomó estado de la enorme gravedad sísmica de la región.
Sismo del sur de Mendoza de 1929muy grave, y al no haber desarrollado ninguna medida preventiva, mató a 30 habitantes
Sismo de 1985fue otro episodio grave, de 9 segundos de duración, llegó a derrumbar el viejo Hospital del Carmen (Godoy Cruz).

## Historia

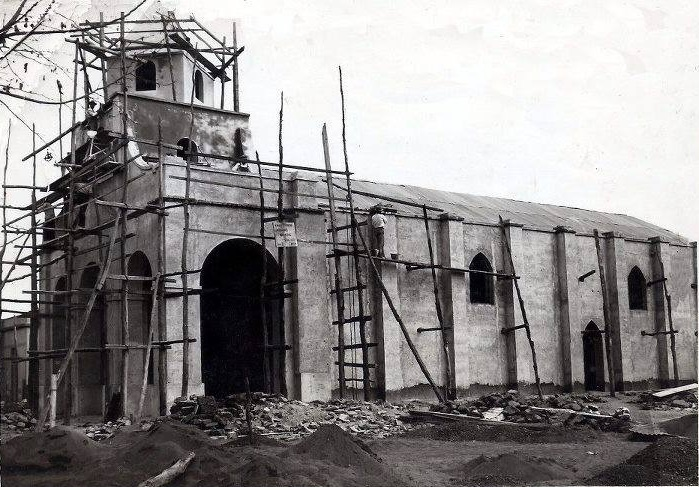
Parroquia "Santa Rosa de Lima" en construcción (1887)

Santa Rosa posee un amplio abanico de testimonios de las historia y la cultura que forjaron su propia identidad. En 1562, el capitán Antonio Chacón se apropia de las tierras indígenas de Machastán y Tumbra. Estos terrenos a orillas del río Tunuyán y de gran extensión, pertenecían al cacique Aserrín y a su hijo Aycanta. En adelante las tierras fueron conocidas como rodeos de Chacón. El territorio de Santa Rosa fue testigo de dos batallas históricas que se libraron en 1874, entre el mitrismo sublevado al mando de Arredondo y las fuerzas de Julio A. Roca, cuya victoria final permite su presidencia. En 1884, tras la donación de los terrenos por parte de Don Angelino Arenas, el gobernador Rufino Ortega creó el Departamento de Santa Rosa.

## Turismo
- Reserva Ñacuñán: es una extensa llanura de escasa pendiente, con escurrimientos y cadenas de médanos. Desde 1986 pertenece a la Red Mundial de Reservas de Biosfera, del Programa el Hombre y la Biosfera de UNESCO. En la Provincia de Mendoza, fue la primera reserva, creada como Reserva Forestal, para la protección del bosque de algarrobos, talado indiscriminadamente hasta 1937, como también la conservación del suelo y las especies autóctonas vegetales como algarrobos, chañares, jarillales y zampa; y las especies animales como vizcachas, liebres y chanchos jabalíes. Es el escenario ideal para la realización de turismo ecológico con avistaje de flora y fauna, safaris fotográficos y senderismo.

- Parroquia Santa Rosa de Lima: con un importante patrimonio arqueológico, guarda el pasado histórico-religioso del Departamento de Santa Rosa. El día de la Patrona Departamental, Santa Rosa de Lima, se festeja los días 30 de agosto.

- Museo Histórico - Arqueológico – Natural “Bernardo Razquin”: en sus tres áreas bien definidas, cuenta con:

Histórica: elementos de índole eclesiástico, militar y civil.
Arqueológica: piezas correspondientes al período paleolítico y neolítico de culturas desarrolladas en el ámbito geográfico local y regional. Material lítico, microlítico y cerámico.
Natural: restos óseos y petrificaciones de animales, con diversos tipos de minerales.
- Tambo

El visitante podrá vivir una experiencia diferente y enriquecedora, como así también comprar algún producto. En este tambo se elaboran diferentes productos lácteos, como yogur, quesos, dulce de leche. Los mismos se realizan a la vista de quienes desean conocer los procesos que les deben hacer, antes de la venta y posterior consumo.
- Monumento Batalla de las Trincheras

Fue construido en honor a los caídos en la Batalla de Santa Rosa; éstas fueron dos batallas fratricidas, ocurridas en el Departamento de Santa Rosa, el 29 de octubre y el 7 de diciembre de 1874, entre las fuerzas del gobierno argentino y las revolucionarias. La revolución de 1874 estalló debido al triunfo electoral de Nicolás Avellaneda, sobre Bartolomé Mitre, con la excusa de que su triunfo se debía a fraude, el que había existido, pero en ambos bandos.Dos grupos militares se unieron a la revolución, uno en el interior de la provincia de Buenos Aires, y el otro, al mando de José Miguel Arredondo, quien luego de tomar la provincia de Córdoba, se dirigió a San Luis y a Mendoza, donde lo esperaba el Coronel Amaro Catalán al frente de las milicias provinciales. El 29 de octubre de 1874, las fuerzas de Arredondo derrotaron a los milicianos mendocinos, y la muerte de Catalán decidió la batalla. Arredondo ocupó la Ciudad de Mendoza y derrocó a los gobernadores de Mendoza y también de San Juan. Poco después llegó la noticia de la muerte de Mitre en la Batalla de La Verde. Poco después llegó Roca a Mendoza, y Arredondo lo esperó en el mismo lugar de Santa Rosa. El 7 de diciembre de 1874, un baqueano del lugar dirigió a las fuerzas de Roca por la retaguardia, por lo que Arredondo fue sorprendido y obligado a rendirse. La totalidad de los revolucionarios fueron muertos o tomados prisioneros.Con esto la revolución fue vencida, y de este modo el gobierno de Avellaneda, salvado. Roca fue ascendido al cargo de General, pero al saber que Arredondo iba a ser fusilado, lo deja escapar a Chile. La batalla de Santa Rosa significó el final de la revolución de 1874, y de las campañas militares de las guerras civiles con batallas a campo abierto.
- Polideportivo Municipal “Dr. Juan Francisco Cueto”:  posee instalaciones para actividades deportivas, religiosas, culturales, recreativas, de esparcimiento, un gran salón techado, y una amplia pileta de natación.

- Festival Nacional de la Cueca y el Damasco: se realiza en el mes de enero, en el Distrito de La Dormida. Se desarrollan actividades culturales y artísticas, con una importante cantidad de espectadores.

## Listado de intendentes desde 1983
| Intendente                | Mandato                                           | Partido |
| Roberto "Chiqui" Gallardo | 10 de diciembre de 1983 - 10 de diciembre de 1987 | PJ      |
| Orlando "Lito" Olivares   | 10 de diciembre de 1987 - 10 de diciembre de 1991 | PJ      |
| Antonio "Pichón" Abraham  | 10 de diciembre de 1991 - 10 de diciembre de 1999 | PD      |
| Antonio "Gallego" Ponce   | 10 de diciembre de 1999 - 10 de diciembre de 2007 | PD      |
| Sergio Hernán Salgado     | 10 de diciembre de 2007 - 3 de abril de 2016      | PJ      |
| Norma Viviana Trigo       | 28 de febrero de 2017 - 10 de diciembre de 2019   | UCR     |
| Flor Destéfanis           | 10 de diciembre de 2019 - al presente             | PJ      |

## Parroquias de la Iglesia católica en Santa Rosa
| Arquidiócesis | Mendoza            |
| ------------- | ------------------ |
| Parroquia     | Santa Rosa de Lima |